# Продан Мирослав Васильович
Мирослав Васильович Продан (нар. 8 жовтня 1979, село Кукавка, Могилів-Подільський район, Вінницька область) — український державний службовець, виконувач обов'язків Голови Державної фіскальної служби України (2017-2018), Радник податкової та митної справи І рангу.

## Життєпис

### Освіта
- «Рівненський інститут слов'янознавства» Київського славістичного університету, спеціальність — менеджмент організацій, кваліфікація — менеджер у митній справі (2003);
- Одеський регіональний інститут державного управління Національної академії державного управління при Президентові України, спеціальність — державне управління, кваліфікація — магістр державного управління (2013).
- Університет Державної фіскальної служби, спеціальність – економіка підприємства, кваліфікація - спеціаліст (2016).

### Кар'єра
З червня 2002 — працював на керівних посадах в комерційних структурах.
З березня 2005 — розпочав роботу в податкових органах Вінницької області.
З вересня 2008 — займав керівні посади в податкових органах Вінницької області, м. Вінниця, Черкаської області та Міжрегіонального головного управління ДФС — Центрального офісу з обслуговування великих платників.
З липня 2016 — виконувач обов'язків заступника Голови Державної фіскальної служби України.
З березня 2017 по вересень 2018  — виконувач обов'язків Голови Державної фіскальної служби України. 
1 квітня 2017 року Мирослав Продан запровадив Електронний реєстр відшкодування ПДВ, встановивши прозорі правила адміністрування податку. Процес адміністрування ПДВ та контроль за формуванням податкових зобов'язань та сплатою цього податку були повністю автоматизовані. 
У 2018 році всі послуги для фізичних осіб-платників були переведені у режим online: від перевірок до отримання довідок.
З 1 лютого 2018 року Продан у повному обсязі перевів митницю на оформлення митних декларацій за принципом «Єдиного вікна». Був запроваджений обмін інформацією між митницею та іншими структурами, що здійснюють ветеринарно-санітарний, санітарно-епідеміологічний, фітосанітарний, екологічний та радіологічний контроль.
Ініціював розробку проекту e-Receipt. Замість традиційних РРО підприємцям запропонували використовувати мобільні телефони, планшети, ноутбуки та інші сучасні засоби комунікації. Проект передбачає online-реєстрацію пристроїв, які є альтернативою касовим апаратам. Мирослав Продан заявив, що це спростить ведення обліку, зробить його більш зручним, вирішить проблему додаткових витрат на експлуатацію та обслуговування касових апаратів.
Вперше в історії Внутрішньо-європейської організації податкових адміністрацій (IOTA) провів 21-шу Адміністративну сесію Генеральної Асамблеї ІОТА в Україні, у Києві 28-30 червня 2017 року. Участь у сесії взяли делегації із 45 країн. За головування Мирослава Продана в ІОТА була розроблена нова Стратегія ІОТА на 2018-2022 роки та погоджений оновлений проект Меморандуму про взаєморозуміння між ІОТА та Організацією економічного співробітництва та розвитку (ОЕСР), спрямований на посилення партнерства між двома організаціями, зокрема у сфері діяльності професійної платформи з питань впровадження Плану дій з розмивання податкової бази та виведення прибутків (BEPS).
Очолював делегації ДФС під час першого офіційного візиту до США на запрошення Митно-прикордонної служби США у липні 2017 року; робочого візиту до Республіки Польща на запрошення Національної адміністрації доходів Польщі у жовтні 2017 року, ознайомчого візиту до Республіки Фінляндія на запрошення Митниці Фінляндії у листопаді 2017 року, візиту до Бельгії на запрошення Європейського управління з питань запобігання зловживанням та шахрайству (OLAF) та для участі у 131-ій сесії Ради митного співробітництва Всесвітньої митної організації (ВМО) у грудні 2017 року, візиту до Австрії на запрошення Програми контролю за контейнерами (Container Control Programm; CCP) у березні 2018 року.
16 січня 2018 року підписав меморандум із директором Департаменту політичного аналізу та громадських зв’язків Управління з наркотиків та злочинності ООН Жаном-Люком Лемайо щодо залучення України до Програми глобального контролю за міжнародними контейнерними перевезеннями ООН та Всесвітньої митної організації. ДФС та Державна прикордонна служба отримали доступ до міжнародних баз даних, за допомогою яких зможемо відстежувати нелегальні потоки наркотиків, зброї, фальсифікату.
У липні 2018 року через Prozoro організував закупівлю перших десятьох стаціонарних сканувальних систем для пунктів пропуску, які дозволили отримувати повну інформацію про вантаж, що унеможливить контрабанду.
Звільнився у вересні 2018 року за власним бажанням, щоб уникнути конфлікту інтересів, оскільки планував узяти участь у конкурсі на заміщення вакантної посади глави відомства.

### Нагороди та відзнаки
- Нагородна зброя — пістолет Glock 19

## Корупційний скандал
Наприкінці серпня 2018 року генеральний прокурор Юрій Луценко передав до Спеціалізованої антикорупційної прокуратури (САП) частину матеріалів кримінального провадження, що стосувалися Мирослава Продана, в яких йшла мова про два епізоди — придбання і будівництво нерухомості через підставних осіб в Україні і Туреччині. Луценко також звинувачував Продана в «безлічі випадків щодо контрабанди, які допустили його підлеглі». У відповідь Мирослав Продан звинуватив генерального прокурора Юрія Луценка й очолюване ним відомство у тиску на ДФС із метою контролю контрабандних потоків. За його словами, йдеться зокрема про незаконний вивіз лісу і тіньові схеми на Одеській митниці.
Мирослава Продана викликали до САП на 15 листопада 2018 року, але він заявив що за 8 днів до цієї дати виїхав до Німеччини на лікування. Також він заявив, що повістку виписали заднім числом і прислали вже після того, як він поїхав. Продан стверджував, що більше 4 місяців звертався у САП і ГПУ з пропозицією прийти і дати пояснення, але жодного разу не отримав відповіді.
Головний редактор сайту «Цензор.нет» Юрій Бутусов пов'язує справу з тим, що прем'єр-міністр України Володимир Гройсман, який, за його словами, є покровителем Продана, 21 червня 2018 року ухвалив рішення про допуск в митні зони для боротьби з контрабандою підрозділів Національної поліції України, що раніше це була сферою виняткових повноважень Головного управління по боротьбі з корупцією та організованою злочинністю СБУ. Ти самим він зіграв проти Президента Петра Порошенка на користь міністра МВС Арсена Авакова.
15 листопада 2018 року Спеціалізована антикорупційна прокуратура заочно повідомила про підозру колишньому в.о. голови Державної фіскальної служби (ДФС) України Мирославу Продану в незаконному збагаченні на 89 млн гривень. Але під час судового розгляду прокуратура не змогла пред'явити докази провини колишнього чиновника.
5 лютого 2019 року Солом'янський районний суд Києва дозволив зняти з Мирослава Продана електронний браслет та забрати закордонний паспорт.
28 лютого 2019 року адвокат Продана повідомила, що експертиза встановила факт фальсифікації справи, а Державне бюро розслідувань (ДБР) відкрило кримінальне провадження проти прокурорів Спеціальної антикорупційної прокуратури (САП), яких займались справою Продана. Адвокат заявила, що слідство не призвело ні єдиного доказу, що екс-глава ДФС або члени його сім'ї мають відношення до зазначених у справі об'єктів нерухомості.
12 березня 2019 року НАБУ повідомило про закриття справи Продана.
Керівник аналітичного центру «Третій сектор», політолог Андрій Золотарьов заявив про замовний характер справи Продана.
16 травня 2019 року Солом'янський райсуд Києва зняв арешт з майна Мирослава Продана.